# Exèrcit Popular de Catalunya
L'Exèrcit Popular de Catalunya fou un exèrcit creat per la Generalitat de Catalunya el 6 de desembre de 1936.
La creació no obeïa a res més que al fet de militaritzar les milícies del front d’Aragó (que s'havien creat els primers dies en un moment o procés revolucionari), però que no eren del tot aptes per suportar o mantindre el que es preveia que seria una llarga i cruenta Guerra Civil, alhora que la Generalitat de Catalunya en podia tindre el control.
El primer pas iniciat per la Conselleria de Defensa de la Generalitat per a la creació d'un exèrcit, fou decretar una Escola Popular de Guerra el 3 de setembre de 1936. Aquesta institució havia de nodrir les files dels nous oficials i sotsoficials dels quadres de l'Exèrcit Popular català. Els comandaments foren militars professionals procedents de l'antic Exèrcit Espanyol.
El 24 d'octubre de 1936 la Generalitat de Catalunya dissolia el Comitè Central de Milícies Antifeixistes amb l'objectiu, com ja hem dit, de reorganitzar les forces militars a Catalunya i militaritzar les unitats paramilitars milicianes que hi havia al front d'Aragó. El 28 d'octubre es va emetre el decret de militarització d'aquestes milícies, i el 31 d'octubre s'ordenava la mobilització de les lleves de 1933, 1934, 1935 i 1936.

## Organització i estructura
Segons un Decret de la Generalitat de Catalunya, de 16 de desembre, l'estructura havia de ser inicialment de 3 Divisions que s'anomenarien 1a Divisió, 2a Divisió i 3a Divisió de l’Exèrcit Popular de Catalunya, i els quarters generals i les casernes on s'allotjaria la Infanteria se situarien a:
| 1a Divisió: Quarter General a Barcelona:                                     |
| ---------------------------------------------------------------------------- |
| - Primer Regiment Infanteria: Caserna Miquel Bakunin (Pedralbes) - Barcelona |
| - Segon Regiment Infanteria: Caserna Carles Marx (Jaume I) - Barcelona       |
| - Tercer Regiment Infanteria: Caserna Lenin (c/ Tarragona) - Barcelona       |

| 2a Divisió: Quarter General a Girona: |                                       |
| ------------------------------------- | ------------------------------------- |
| - Primer Regiment Infanteria:         | 1 batalló - Olot                      |
|                                       | 2 batallons i la plana major - Girona |
| - Segon Regiment Infanteria:          | 3 batallons - Figueres                |
| - Tercer Regiment Infanteria:         | 1 batalló i la plana major - Terrassa |
|                                       | 1 batalló - Granollers                |
|                                       | 1 Batalló - Manresa                   |

| 3a Divisió: Quarter General a Tarragona: |                                                   |
| ---------------------------------------- | ------------------------------------------------- |
| - Primer Regiment Infanteria:            | 3 batallons - Casernes de Lleida                  |
| - Segon Regiment Infanteria:             | 2 batallons i la plana major - Tarragona          |
|                                          | 1 batalló - Terme municipal de Cambrils           |
| - Tercer Regiment Infanteria:            | 2 batallons i la plana major - Caserna de Tortosa |
|                                          | 1 batalló - Caserna de Roquetes                   |

Així doncs estava format per 9 regiments d'infanteria, (cada regiment en 3 batallons d'uns 440 homes cadascun), i a part comptava amb 3 regiments d'artilleria i 3 grups de cavalleria que depenien de Divisió, i agrupació d'enginyers, un grup d'intendència, un grup de sanitat, un de veterinària i un d'aviació, que depenien ja de Cos d'Exèrcit, agrupant també més endavant les forces del front que ocupaven l'Aragó. Entre totes les armes cada regiment tindria uns 1.650 homes i el total de la divisió seria d’uns 5.500 aproximadament.
Posteriorment la Conselleria de Guerra de la Generalitat va ordenar, amb data 10 de gener de 1937, que totes les forces que es trobessin al front d’Aragó es transformessin en divisions seguint el model de les tres divisions a la reserva que ja s'estaven creant a l’interior de Catalunya. El que inicialment havien estat columnes de milicians durant els primers mesos de la Guerra Civil, segons l’ordre de la Generalitat s'havien d’acabar transformant en divisions. D’acord amb aquesta explicació veiem que les diverses columnes del front d’Aragó es transformaven, en aquesta data, en quatre divisions més:
| Transformació de les antigues Columnes en Divisions:                                                                   |
| Columna Ascaso, que passava a ser la Divisió Ascaso, amb quatre regiments.                                             |
| Columna Trueba-Del Barrio-Carles Marx, que passava a ser la Divisió Carles Marx, amb quatre regiments i dos batallons. |
| Columna Durruti, que passava a ser la Divisió Durruti, amb tres regiments.                                             |
| Columna Jubert, que passava a ser la Divisió Jubert, amb quatre regiments.                                             |

Setmanes després, i atès que hi havia algunes columnes que no arribaven a la quantitat de combatents necessaris per crear una divisió, es van articular en un primer moment en forma d’agrupacions, com en el cas de la Columna Macià-Companys, amb dos regiments, i l’Agrupació Alpina, amb dos batallons. A part, hi havia les tres divisions a la reserva que tenien molt avançada l’organització. Durant el mes de març, el que ja es podia considerar com a Exèrcit de Catalunya, comptava amb set divisions, dues agrupacions d’Infanteria i diversos batallons independents, amb un total d’uns 90 (58 ja al front d’Aragó, 27 a les divisions de la reserva i un nombre indeterminat a la costa). En aquestes dates, les divisions del front d’Aragó van anar augmentant d’efectius i van arribar a tindre excedents de soldats, motiu pel qual un dels sindicats del moment, el POUM, va crear una nova divisió que s'anomenaria Lenin. A la vegada, l’Agrupació Macià-Companys també passava a ser divisió.
Així doncs, si partim de les Divisions del front d'Aragó i les de nova creació a l'interior de Catalunya podem dir que pels volts del 19 de gener de 1937 l'Exèrcit Popular de Catalunya comptava amb uns 49.900 efectius. Les forces distribuïdes de les tres divisions de Catalunya es trobaven sota les ordres dels coronels Guillem de la Peña i Cusí, José Eduardo Villalba Rubio i el comandant Eduardo Medrano Rivas.

## Dissolució i integració dins l'Exèrcit Popular Republicà
Arran dels fets de maig de 1937, una mena de guerra civil dins la mateixa Guerra Civil pels carrers de Barcelona, es van produir una sèrie de topades entre diferents forces anarquistes i sindicals (CNT, POUM) amb els partits polítics majoritaris en aquell moment a la Generalitat de Catalunya (PSUC i comunistes, bàsicament), ambdós en pugna per veure qui ostentava més poder dins la Generalitat. Com a conseqüència d'aquests fets, el govern republicà de Madrid va intervindre definitivament la Generalitat de Catalunya en tots els seus àmbits, fet que va tindre repercussions immediates en els soldats i els milicians que lluitaven al front d’Aragó i que formaven part de les divisions, alhora Exèrcit de Catalunya, enumerades anteriorment. Pel que fa a l’ordre militar, l'estructura de l’Exèrcit de Catalunya i les seves divisions es dissolia i passava a integrar-se directament al nou Exèrcit Popular Republicà, el qual havia nascut a Madrid uns mesos abans. Així doncs, i a partir més o menys d’aquesta data, els tres regiments que formaven una Divisió Catalana desapareixen i comencen a constituir-se en tres brigades mixtes, que alhora també formen una divisió, però amb l’organització de l’Exèrcit Popular Republicà. Si partim del fet que l’última Brigada Mixta que s'havia creat dins l’Exèrcit Popular Republicà era la 115, veiem que les divisions catalanes passaven a estructurar-se de la següent manera:
| Integració de les antigues Divisions catalanes del Front d'Aragó a l'Exèrcit Popular Republicà:                                           |
| --- |
| La Divisió Jubert passava a ser la 25a Divisió Republicana, amb la reconversió dels seus regiments en les brigades mixtes 116, 117 i 118. |
| La Divisió Durruti passava a ser la 26a Divisió Republicana, amb les brigades mixtes 119, 120 i 121.                                      |
| La Divisió Carles Marx passava a ser la 27a Divisió Republicana, amb les brigades mixtes 122, 123 i 124.                                  |
| La Divisió Ascaso passava a ser la 28a Divisió Republicana, amb les brigades mixtes 125, 126 i 127.                                       |
| La Divisió Lenin passava a ser la 29a Divisió Republicana, tot i que de moment només tenia les brigades mixtes 128 i 129.                 |
| L’Agrupació Alpina, que no va arribar a divisió, passava a ser Brigada Mixta independent amb el número 130.                               |
| La Divisió Macià-Companys passava a ser la 30a Divisió Republicana, tot i que de moment també només tenia les brigades mixtes 131 i 132.  |

Així mateix, les divisions que hi havia a la reserva del dissolt Exèrcit de Catalunya també passen a enquadrar-se dins l'estructura orgànica de l’Exèrcit Popular Republicà. Així doncs:
| Integració de les Divisions a la reserva de l'Exèrcit Popular de Catalunya a l'Exèrcit Popular Republicà: |
| --- |
| La 1a Divisió Catalana passava a ser la 31a Divisió Republicana, amb les brigades mixtes 133, 134 i 135.  |
| La 2a Divisió Catalana passava a ser la 32a Divisió Republicana, amb les brigades mixtes 137, 140 i 141.  |
| La 3a Divisió Catalana passava a ser la 33a Divisió Republicana, amb les brigades mixtes 136, 138 i 139.  |

El conjunt de totes aquestes noves divisions a l’Exèrcit Popular Republicà, de la 25 a la 33, que en el seu moment havien constituït l’Exèrcit de Catalunya i que havien estat més o menys sota el control de la Generalitat de Catalunya al front d’Aragó, acaben conformant el que s'acabaria anomenant Exèrcit de l’Est dins de l’Exèrcit Popular Republicà.